# Fargesia murielae
La Fargesia murielae és una espècie de bambú, del gènere Fargesia de la família de les poàcies, ordre de les poals, subclasse de les commelínides, classe de les liliòpsides, divisió dels magnoliofitins.
És originari de la Xina.

## Característiques
El Fargesia murielae és un bambú petit que no sobrepassa els 3 metres d'alçària.
Les canyes són fines, les fulles són petites i estilitzades.
Resisteix extraordinàriament bé el fred, fins i tot -26 °C.